# Ball dels totxets

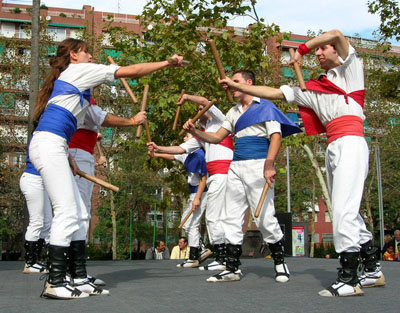
Ball de bastons a Barcelona

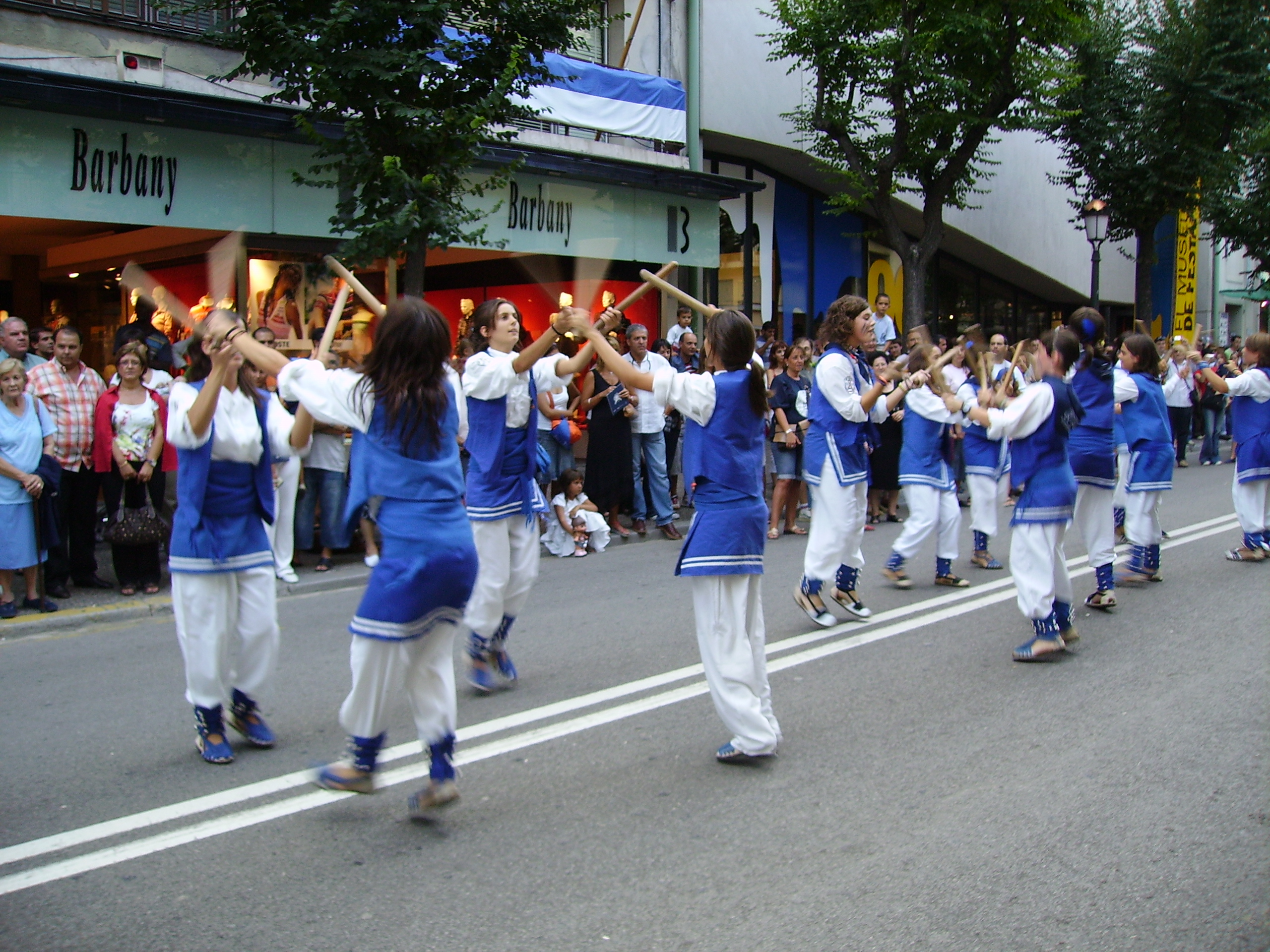
Ball de Bastons a Granollers

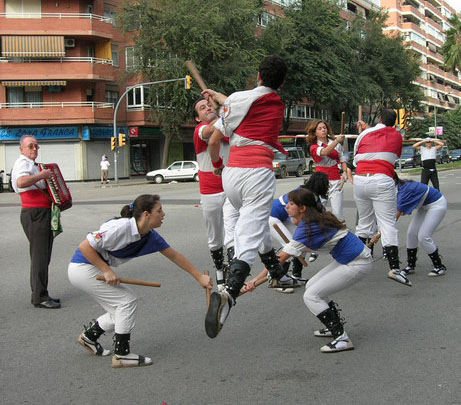
Ball en execució

El ball dels totxets és una dansa popular pròpia del poble de Camporrells, a la Llitera, relacionada amb els "paloteos": balls similars que podem trobar per tota la província d'Osca.
Té certes similituds amb el ball de bastons de Catalunya.
Hom diu que aquest ball es va ballar l'any 1150, durant les festes del casament del comte Ramon Berenguer IV amb la filla del rei d'Aragó.
El ball dels totxets de Camporrells, en els seus orígens era un ball només ballat per homes, però des dels anys 60 -concretament 1969- la figura de la dona també hi és present, i actualment ja té una gran rellevància.
En data 15 de maig del 2019 el "Departamento de Vertebración del Territorio, Movilidad y Vivienda de Aragón" va declarar el "Ball dels Totxets" de Camporrells "Fiesta de Interés Turístico de Aragón".

## El corpus del ball: de l'amor a la guerra

### Totxets
Els totxets estan fets normalment de fustes molt fortes, com ara les de roure o alzina, encara que alguns poden ser de lledoner o ametller. Els que poden donar un so més clar i brillant són els de boix, però és una fusta que té molta tendència a escardar-se. Tenen una llargada de 50 cm i un gruix de 3-4 cm, que va des d'una part més prima al mànec fins a una més gruixuda al cap per on es piquen.
Al mànec hi porten unes cintes de coloraines que solen ser grogues i roies.

### Vestuari
El vestuari del ball dels totxets de Camporrells és el següent:
El calçat acostuma a ser l'espardenya envetada, mitges blanques calades, pantalons negres de vellut, faixa de color roig, camisa blanca i mocador de color roig lligat al cap. En alguns moments, els balladors han dut armilles.

### Música
El corpus musical del ball dels totxets de Camporrells és d'una gran riquesa i s'han fet recopilacions de les melodies
Es pot trobar informació extensa al llibre: "Totxets de Camporrells. 30 anys de recuperació d'un ball i una tradició popular (1979-2009)". Llibre-CD editat amb motiu de la commemoració del 30è aniversari. Camporrells, 30 de juliol de 2009. Edició a càrrec de Ramon Sistac & Josep Ramon Vidal.

### Els balls
L'estructura bàsica és el quadre de quatre totxetaires.
Figures de ball
Extracte de l'article del ball de bastons:
"Durant els balls es poden identificar una sèrie d'elements comuns. Les passades com a moviments on els balladors es creuen, passant en direccions oposades i picant per anar a buscar un altre ballador. Els sotacames, figura emblemàtica del ball de bastons i que consisteix a fer picar els bastons, fent-los passar per sota una cama. Els salts on els balladors salten per picar a l'aire amb un altre ballador, i els cops a terra amb els bastons, moviment que alguns folkloristes han interpretat com a reminiscència de ritus de fertilitat a la terra."